# قره‌یازی (گوی‌چای)
قره‌یازی (به لاتین: Qarayazı) یک منطقه مسکونی در جمهوری آذربایجان است که در شهرستان گوی‌چای واقع شده است. قره‌یازی ۲۱۳۱ نفر جمعیت دارد.